# José María Marín Quemada
José María Marín Quemada (Madrid, España, 17 de octubre de 1948) es un economista español, que ejerció como el primer presidente de la Comisión Nacional de los Mercados y la Competencia (CNMC) entre 2013 y 2020.
Fue consejero del Banco de España y miembro de su Consejo de Gobierno desde 2005 a 2013. Hasta 2004 ocupó diferentes cargos en la empresa privada.

## Carrera Académica
Marín Quemada es catedrático de Economía Aplicada y Política Económica en la Facultad de Ciencias Económicas y Empresariales de la Universidad Nacional de Educación a Distancia (UNED). Hasta 2013 ha sido investigador jefe del grupo de investigación de Economía Política Internacional (GIEPI) de la UNED. 
Es miembro del Comité Científico del Real Instituto Elcano de Estudios Internacionales Estratégicos y de los grupos de trabajo de economía internacional y energía desde el año 2000. 
Fue profesor de Política Económica en la Universidad Complutense de Madrid entre 1972 y 1983 y profesor visitante y profesor extraordinario de la Universidad de Navarra (1980-1986).  Desde 1984 hasta 1986 fue catedrático de Política Económica en la Universidad de Valencia.
En 2013 fue nombrado presidente de la Comisión Nacional de los Mercados y la Competencia (CNMC). Su mandato estaba previsto que finalizara el mes de septiembre de 2019, pero debido primero a la inestabilidad política y después a la crisis sanitaria , este se prolongó. Finalmente fue cesado en 2020, siendo sustituido por Cani Fernández Vicién.